# Weyhe
Weyhe er en by i Landkreis Diepholz i den tyske delstat Niedersachsen, beliggende omtrent 12 km syd for Bremen.

## Geografi
Weyhe ligger ved sydgrænsen til byen Bremen. Mod vest grænser Weyhe til kommunen Stuhr, som er den eneste kommune i Landkreis Diepholz med en større befolkning end Weyhe. Mod øst ligger Achim og amtet Thedinghausen, og mod syd grænser Weyhe til byen Syke.

## Bemærkelsesværdige indbyggere
- Louise Ebert (née Rump), gift med Friedrich Ebert, den 9. kansler og første præsident i Weimar-perioden.
- Katja Riemann, skuespiller
- Heinrich Rumsfeld, forfader til Donald Rumsfeld, tidligere forsvarsminister i USA